# Острова Вилькицкого (море Лаптевых)
Острова́ Вильки́цкого — группа островов в море Лаптевых. Расположены при входе в залив Терезы Клавенес на расстоянии 1—4 км от восточного побережья Таймыра. В группу входят: острова Удобный, Средний, Крайний, Слияние, Аванпост, Форпост, Узбекистан, Казахстан, Куропачий и ряд других. Административно относятся к Красноярскому краю России.